# Kaden
Pour les articles homonymes, voir Kaden (homonymie).
Kaden est une municipalité de la Verbandsgemeinde de Westerburg, dans l'arrondissement de Westerwald, en Rhénanie-Palatinat, dans l'ouest de l'Allemagne.